# Forensisch Psychiatrisch Centrum (Gent)
Het Forensisch Psychiatrisch Centrum is een instelling in de Belgische stad Gent. Het is een gesloten instelling voor forensisch psychiatrisch zorg aan geïnterneerden.
In mei 2014 werd het operationeel en in november 2014 nam het zijn eerste patiënten op. Het psychiatrisch centrum staat in de Wondelgemse Meersen aan de Limbastraat en is bereikbaar via een nieuw aangelegde weg naar de Wiedauwkaai. De hoofdingang ligt aan de zuidzijde ter hoogte van de Hurstweg.

## Ontstaan
De plannen voor de ontwikkeling van het centrum zijn mede ingegeven door de kritiek van het Europees Hof voor de Rechten van de Mens op de omgang met geïnterneerden in België. De instelling brengt afdelingen voor observatie, intensieve behandeling, verpleging en resocialisatie onder één dak en is geïnspireerd op het Nederlandse voorbeeld van een forensisch psychiatrisch centrum. Het gebouw biedt plaats aan 264 patiënten. De eerste steen werd gelegd op 13 oktober 2011 door de ontslagnemende minister van justitie Stefaan De Clerck. De kostprijs van het complex bedroeg ongeveer € 80 miljoen. Het is een volledig beveiligde instelling die een minimum aan hinder moet garanderen voor de omwonenden.
In 2011 werd gesuggereerd dat het moeilijk zal worden om de 400 noodzakelijk werknemers te vinden, niet alleen omwille van de krapte op de arbeidsmarkt maar ook door het specifieke karakter van de instelling.

## Uitbating
In augustus 2013 waren er nog twee verenigingen in de running voor de uitbating van het centrum, namelijk de PFPCG (een pluralistisch platform van instellingen en experten in de forensische zorg in Vlaanderen) en het consortium Sodexo Parnassia Groep, een samenwerkingsverband van Sodexo samen met Parnassia en FPC De Kijvelanden. De laatste is de uitbating gegund. 